# 新盧科姆利
新盧科姆利（羅馬化：Novalukomĺ）是白俄羅斯维捷布斯克州恰什尼基區内的城市，該市位於州府維捷布斯克西南88公里、距離區府恰什尼基23公里，海拔高度166米，始建於1964年，2017年人口13,072。